# Championnat du monde juniors de combiné nordique 2021
Les épreuves de combiné nordique des Championnats du monde juniors de ski nordique 2021 (pl) ont eu lieu du 9 au 12 février 2021 à Lahti, en Finlande.
Les athlètes ont participé à trois compétitions : gundersen féminin sur 5 km, gundersen masculin sur 10 km et une épreuve mixte par équipes.

## Résultats féminins

### Gundersen HS100 / 5 km
10 février 2021
| Rang | Athlète              | Temps   |
| ---- | -------------------- | ------- |
| 1    | Gyda Westvold Hansen | 15:24,8 |
| 2    | Marte Leinan Lund    | +1:05,7 |
| 3    | Lisa Hirner          | +1:09,0 |
| 4    | Yuna Kasai           | +1:31,9 |
| 5    | Ayane Miyazaki       | +1:41,3 |
| 6    | Daniela Dejori       | +1:42,3 |
| 7    | Maria Kuzmina        | +1:42,4 |
| 8    | Ema Volavšek (de)    | +1:51,0 |
| 9    | Annika Sieff         | +2:05,1 |
| 10   | Mille Moen Flatla    | +2:20,4 |

## Résultats masculins

### Gundersen HS100 / 10 km
11 février
| Rang | Athlète               | Temps   |
| ---- | --------------------- | ------- |
| 1    | Johannes Lamparter    | 26:24,3 |
| 2    | Mattéo Baud           | +49,4   |
| 3    | Stefan Rettenegger    | +55,9   |
| 4    | Otto Niittykoski (fi) | +1:29,5 |
| 5    | Andreas Skoglund      | +1:48,3 |
| 6    | Manuel Einkemmer (de) | +1:55,5 |
| 7    | Perttu Reponen (fi)   | +2:05,9 |
| 8    | Kodai Kimura          | +2:14,8 |
| 9    | Christian Frank       | +2:27,1 |
| 10   | Aidar Johan Strom     | +2:37,6 |

## Relais mixte HS100 / 4 x 3,75 km
12 février
| Rang | Équipe                                                                                   | Temps   |
| ---- | ---------------------------------------------------------------------------------------- | ------- |
| 1    | Norvège- Aidar Johan Strom - Marte Leinan Lund - Gyda Westvold Hansen - Andreas Skoglund | 41:29,1 |
| 2    | Autriche- Manuel Einkemmer (de) - Lisa Hirner - Sigrun Kleinrath - Stefan Rettenegger    | +4,0    |
| 3    | Italie- Iacopo Bortolas (de) - Annika Sieff - Daniela Dejori - Domenico Mariotti         | +52,0   |
| 4    | Allemagne- Christian Frank - Jenny Novak - Marie Herbot - Tristan Sommerfeldt            | +53,6   |
| 5    | Japon- Yuto Nishikata - Yuna Kasai - Ayane Miyazaki - Kodai Kimura                       | +1:40,6 |
| 6    | États-Unis- Niklas Malacinski - Alexa Brabeck - Annika Malacinski - Even Nichols         | +3:08,7 |
| 7    | Finlande- Rasmus Akhtava - Annamaia Oynas - Alva Thors - Otto Niittykoski                | +3:37,8 |
| 8    | Slovénie- Matic Hladnik - Ema Volavšek (de) - Silva Verbic - Uroš Vrbek                  | +4:50,2 |
| 9    | Russie- David Ibrahimov - Czułpan Walijewa - Maria Kuzmina - Eduard Żirnow               | +4:53,4 |
| 10   | Tchéquie- Petr Sablatura - Tereza Koldovská - Jolana Hradilová - Jiří Konvalinka         | +6:04,1 |